# Assonância
Assonância, também conhecida como rima vocálica ou toante, é a repetição de fonemas idênticos ou similares em palavras ou sílabas próximas, sejam sons vocálicos ou consonânticos. Mais comum na literatura poética, ela poder ser utilizada com o objetivo de acelerar o ritmo ou de aumentar a expressividade do poema. Nas literaturas portuguesa, francesa, espanhola e italiana, a assonância é utilizada de forma característica desde a Idade Média; em inglês, o seu uso só passa a se tornar significativo a partir das obras de Gerard Manley Hopkins e Wilfred Owen, entre o final do século XIX e início do século XX.

## Exemplos
O poema Toante, de Manuel Bandeira, utiliza a assonância no lugar de rimas tradicionais ao final de cada verso, criando pares assonânticos nos versos intermitentes de cada estrofe:
Molha em teu pranto de aurora as minhas mãos pálidas.

Molha-as. Assim eu as quero levar à boca,

Em espírito de humildade, como um cálice.

De penitência em que a minh'alma se faz boa...

Foi assim que Teresa de Jesus amou...

Molha em teu pranto de aurora as minhas mãos pálidas.

O espasmo é como um êxtase religioso...

E o teu amor tem o sabor das tuas lágrimas...
— Manuel Bandeira, Toante
A assonância também pode ser utilizada em contextos musicais:
Sou um mulato nato

No sentido lato

Mulato democrático

do litoral.
— Caetano Veloso, Sugar Cane Fields Forever
Há exemplos de assonâncias em um mesmo verso na literatura poética:
Ó Formas alvas, brancas, Formas claras
— Cruz e Sousa, Antífona